# بيتر فلانغن
بيتر فلانغن (بالإنجليزية: Peter Flanagan)‏ هو لاعب اتحاد الرغبي أسترالي، ولد في 1886 في دبلن في جمهورية أيرلندا، وتوفي في 1952 في كاليفورنيا في الولايات المتحدة.

## روابط خارجية
- بيتر فلانغن عل موقع إسبنسكروم (الإنجليزية)
- بيتر فلانغن على موقع أوليمبيديا (الإنجليزية)